# Bathygadus spongiceps
Bathygadus spongiceps és una espècie de peix de la família dels macrúrids i de l'ordre dels gadiformes.

## Morfologia
- Els mascles poden assolir 27 cm de llargària total.[4][5]

## Hàbitat
És un peix d'aigües profundes que viu entre 1207-1463 m de fondària.

## Distribució geogràfica
Es troba als oceans Pacífic i Índic.